# Ventana oval
La ventana oval es una membrana que recubre la entrada a la cóclea. Se encarga de transmitir el sonido desde el oído medio hasta el oído interno. El estribo está adosado directamente sobre la ventana oval, membrana que cubre una abertura de la cóclea. Cuando el tímpano vibra, el estribo vibra y la ventana oval también lo hace. Cuando la ventana oval vibra produce cambios de presión en el líquido que se encuentra dentro de la cóclea. La presión de las ondas sonoras es unas 30 veces mayor en la ventana oval que en el tímpano. Este considerable incremento en la fuerza que se ejerce sobre la ventana oval se debe a la relación entre las superficies del tímpano y la ventana oval, y al efecto palanca producido por la cadena de huesecillos del oído medio.
La ventana oval es una membrana que se encuentra unida al estribo y su función es transmitir las vibraciones de ondas desde el oído medio al interno. Los huesos del oído transmiten las vibraciones del tímpano a la membrana, y el movimiento genera ondas de presión en el fluido de la cóclea. Vibra en sentido contrario a las vibraciones que entran a la cóclea a través de la ventana oval, lo que produce que el fluido de la cóclea se mueva. Se encuentra recubierta de una fina membrana elástica que permite la vibración de los líquidos del oído interno provocado por el impulso de las ondas sonoras.